# Carlos Machado de Bittencourt
Carlos Machado de Bitencourt (Porto Alegre, 12 de abril de 1840 — Rio de Janeiro, 5 de novembro de 1897) foi um militar brasileiro. É o patrono da Intendência do Exército Brasileiro. Também foi Governador do Rio Grande do Sul e Ministro da Guerra durante o governo de Prudente de Morais.

## Vida
Filho do brigadeiro Jacinto Machado de Bittencourt e de Ana Maurícia da Silva Bittencourt.
Em 25 de maio de 1872, casou-se com Maria José de Souza Lobo, com quem teve onze filhos.
O seu neto, o advogado e aviador Mário Machado Bittencourt, combateu junto aos paulistas na Revolução Constitucionalista de 1932, tendo falecido naquele conflito durante missão de bombardeio ao cruzador Rio Grande do Sul, no litoral do Guarujá.

## Carreira
Ingressou no exército aos dezessete anos, matriculou-se na Escola Militar onde escolheu a cavalaria para seguir carreira.
Participou das principais batalhas da Guerra do Paraguai sob o comando de Osório e Andrade Neves. Destacou-se na Batalha de Tuiuti, onde foi ferido. Terminou a guerra no posto de capitão, promovido por atos de bravura.
Em 1873 foi-lhe concedida a medalha geral da campanha do Paraguai, em 1874 o hábito de São Bento de Avis, e em 1875 com os graus de cavaleiro da Ordem de Cristo e o grau de cavaleiro da Imperial Ordem da Rosa.
Promovido ao posto de brigadeiro em 1890, era comandante das armas no Rio Grande do Sul. No mesmo ano, após a renúncia de Francisco da Silva Tavares ao governo do Rio Grande do Sul, Bittencourt assume interinamente, tornando-se governador por 10 dias. Promovido a marechal, em 1895, se tornou ministro da Guerra no governo de Prudente de Morais, cargo que exerceu de 17 de maio de 1897 a 5 de novembro de 1897.

## Guerra de Canudos
Durante sua gestão de Ministro ocorreu a Guerra de Canudos. Devido às dificuldades enfrentadas pela Quarta Expedição contra os moradores do Arraial de Canudos liderados por Antônio Conselheiro, o Presidente da República delegou ao Ministro da Guerra plenos poderes para dar um desfecho final ao conflito. O Marechal Bittencourt embarcou para a Bahia em agosto de 1897, onde logo percebeu qual era a grande vulnerabilidade da expedição: uma estrutura de suprimentos inadequada.
Diante dessa situação tomou várias medidas: destituiu fornecedores, adquiriu produtos diretamente, organizou comboios, negociou preços, estabeleceu postos de suprimento etc. Menos de dois meses depois de sua chegada o exército foi vitorioso

## Crimes de Guerra e sua repercussão

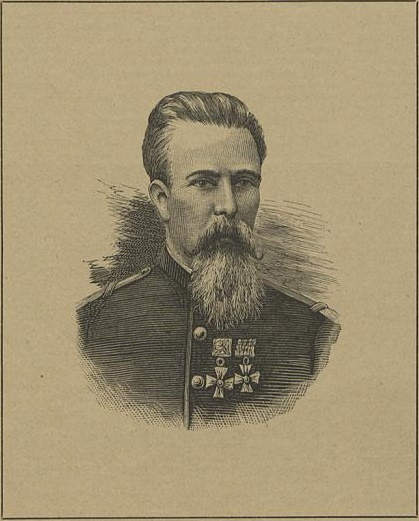
Marechal Carlos Machado de Bittencourt.

Durante a Guerra de Canudos, o ministro Bittencourt foi responsável pela morte de centenas de prisioneiros de guerra, entre homens, mulheres e crianças, inclusive pessoas que haviam se rendido com bandeira branca e que haviam recebido promessas de proteção em nome da República. O ministro Bittencourt estava no Quartel-General em Monte Santo, perto do palco das batalhas. Ao ver que canudenses prisioneiros eram trazidos da frente de combate, mandou dizer ao general Artur Oscar "que ele bem sabia que ele, ministro, não tinha onde guardar prisioneiro!" - conforme relata o deputado e escritor César Zama. Acrescenta que "o general Artur Oscar compreendeu bem o alcance da resposta do seu superior hierárquico." Todos os homens presos a partir daquele momento eram degolados, a assim chamada gravata vermelha. 
"Acontecia (…) estarem dormindo e serem acordados para se lhes dar a morte. Depois de feita a chamada, organizava-se aquele batalhão de mártires, de braços atados, arrochados um ao outro, tendo cada par dois guardas, e seguiam… Eram encarregados desse serviço dois cabos e um soldado, ao mando do alferes Maranhão, os quais, peritos na arte, já traziam seus sabres convenientemente amolados, de maneira que, ao tocarem a carótida, o sangue começava a extravasar num jorro."
Com a Primeira Convenção de Haia, em 1899, o assassinato de rendidos de guerra foi internacionalmente reconhecido como crime de guerra. Já dois anos antes, ao final da guerra de Canudos, em 1897, as ações do Exército Brasileiro sob comando do marechal Bittencourt tiveram grande repercussão e foram fortemente repudiados. Muitos se perguntavam como podia o exército, que dizia estar em Canudos em defesa da civilização, matar seus prisioneiros à facão - homens, mulheres e crianças ? Alvim Martins Horcades, médico do exército e testemunha ocular, escreve: 
"Com sinceridade o digo: em Canudos foram degolados quase todos os prisioneiros. (…) Assassinar-se uma mulher (…) é o auge da miséria! Arrancar-se a vida a criancinhas (…) é o maior dos barbarismos e dos crimes monstruosos que o homem pode praticar!" 
Os estudantes da Faculdade de Direito da Bahia publicaram um manifesto denunciando o 
"cruel massacre que, como toda a população desta capital já sabe, foi exercido sobre prisioneiros indefesos manietados em Canudos e até na cidade de Queimadas; e (…) vêm declarar perante os seus compatriotas - que consideram um crime a jugulação dos míseros "conselheiristas" aprisionados, e francamente a reprovam e condenam como uma aberração monstruosa. (…) Urge que estigmatizemos as iníquas degolações de Canudos."
Num texto escrito logo depois da guerra, Rui Barbosa se apresenta como advogado dos prisioneiros mortos "porque a nossa terra, o nosso governo, a nossa consciência estão comprometidos: a nossa terra seria indigna da civilização contemporânea, o nosso governo indigno do país, e a minha consciência indigna da presença de Deus, se esses meus clientes não tivessem um advogado." Em 1902, Euclides da Cunha lança sua obra-prima Os Sertões. Numa nota preliminar, vinga as ações do exército sob comando do ministro e marechal Bittencourt: 
"A campanha de Canudos lembra um refluxo para o passado. E foi, na significação integral da palavra, um crime. Denunciemo-lo."

## Atentado e morte

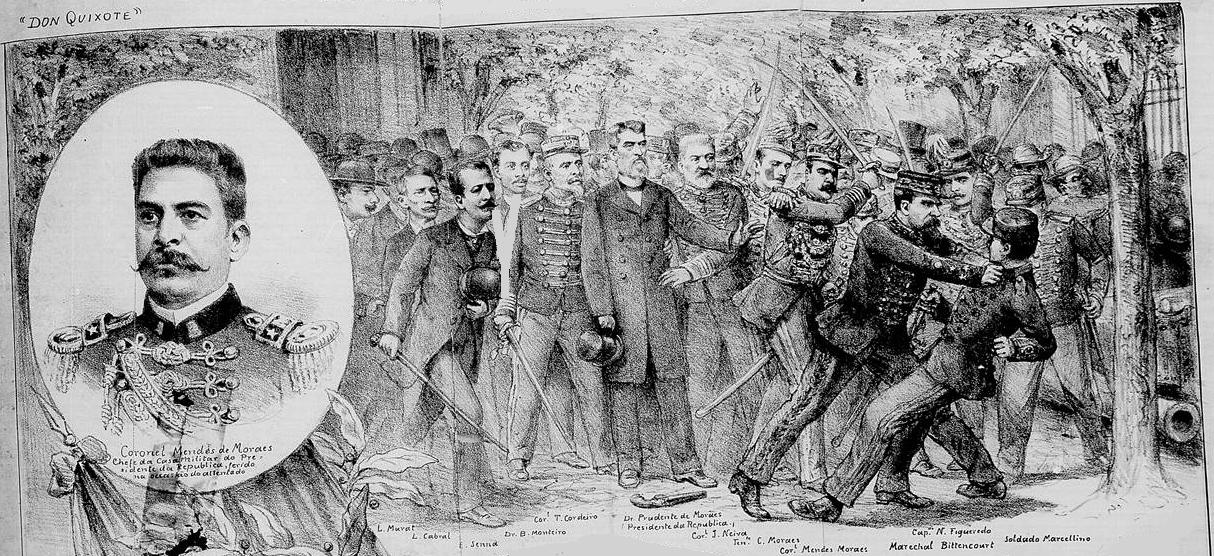
Atentado contra a vida do Presidente Prudente de Morais, que acabou vitimando o Mal. Bittencourt.

De volta ao Rio de Janeiro, em 5 de novembro de 1897, ao participar de uma cerimônia de recepção aos veteranos de Canudos, no Arsenal de Guerra (atual Museu Histórico Nacional) junto com Prudente de Morais, viu o presidente ser ameaçado por um anspeçada armado do 10° Batalhão, Marcelino Bispo de Mello, com uma garrucha, que não disparou. Interveio contra o assassino, retirando-lhe a arma, mas este reagiu com um punhal acertando-o diversas vezes. Gravemente ferido, faleceu logo depois.
De inicio, o vice-presidente Manuel Vitorino, que possuía divergências politicas com Prudente de Morais, foi indiciado no inquérito sobre o atentado, acusado de envolvimento. Vitorino respondeu com um Manifesto em que proclamava inocência e seu nome não foi incluído no despacho final do processo, mas sua carreira política foi arruinada. Marcelino, feito prisioneiro e encontrado enforcado na cadeia com um lençol, não foi mais do que mero instrumento de conspiração política. Embora sua morte tenha comprometido as investigações, foram apontados Capitão Deocleciano Martyr e José de Souza Velloso como mentores intelectuais do crime.
Por decreto de 5 de abril de 1940, "herói de guerra e mártir do dever, que sublimou as Virtudes Militares de Bravura e Coragem", Carlos Machado de Bittencourt foi consagrado como Patrono do Serviço de Intendência do Exército Brasileiro, em honra a seu espírito de organização que contribuiu para a vitória do Exército na guerra de Canudos.